# Обсерватория Ла-Амеллья-де-Мар
Обсерватория Ла-Амеллья-де-Мар — астрономическая обсерватория, основанная в 1999 году в Ла-Амеллья-де-Мар, Каталония, Испания.

## История обсерватории
Обсерватория управляется Жауме Номен, являющимся профессором Барселонского университета, а также руководителем «Unicorn Project 3SSS» в рамках которого установлено три идентичных 61-см телескопа в обсерваториях: Ла-Амеллья-де-Мар, Обсерватория Пьера и в обсерватории Мальорки.

## Руководители обсерватории
- Жауме Номен

## Инструменты обсерватории
- 60-см Шмидт дистанционно управляемый (обновлён на 61-см Клевцова)

## Направления исследований
- Наблюдения Юпитера
- Открытие астероидов
- Астрометрия астероидов
- Переменные звезды

## Основные достижения
- Открыто более 60 астероидов с 1999 по 2002 года, которые уже получили постоянное обозначение[1]
- 1385 астрометрических измерений опубликовано с 1999 по 2004 года[2]